# Alvilág (televíziós sorozat)
Az Alvilág 2019-ben bemutatott magyar televíziós krimisorozat, amelynek rendezője Ujj Mészáros Károly, forgatókönyvírói Bodzsár Márk és Köbli Norbert, főszereplői pedig Balsai Móni és Schmied Zoltán. Az Uniofilm által készített sorozat a holland Fű és fehér por (Penoza) televíziós sorozat alapján készült, mely a Vörös Özvegy című amerikai filmsorozat alapja is. Az első epizódját 2019. február 19-én mutatta be az RTL és 2019. április 9-én fejezte be. Nem lesz 2. évad.

## Történet
A történet középpontjában Nóra áll, akinek férje és bátyja is a drogüzletből szerezte nagy vagyonát. Az egyik nap azonban meggyilkolják a nő férjét, és Nóra kénytelen lesz szembenézni mindazzal, ami felett addig szemet hunyt. Gyermekei és saját élete védelmében neki is a bűnözők játékszabályai szerint kell játszania.

## Szereplők

### Főszereplők
| Név                                 | Színész          | Egyéb információk |
| ----------------------------------- | ---------------- | --- |
| Veres Nóra (született: Radnai Nóra) | Balsai Móni      | A negyvenes évei elején járó, háromgyerekes családanya sokkoló módon komoly tartozásokat kap a nyakába egyik napról a másikra. Ráadásul ezt a tartozást nem a bank, hanem alvilági személyek felé kell törlesztenie. Mihamarabb. Az utolsó részben minden titokra fény derül, nem megy el Mariann temetésére, helyette pedig elhagyja az országot a gyerekekkel. |
| Veres Máté                          | Miller Dávid     | Nóra legidősebb, tizennyolc éves gyermeke. Érzékeny, intelligens, épp a felnőttkor küszöbén áll. Szeret a gördeszkapályán a haverokkal lógni. Máté nem tudja pontosan, hogy édesanyja mekkora bajban van, de azért sok mindent sejt… |
| Veres Natasa                        | Bujáki Zsófi     | Nóra középső, tizenhat éves lánya. Viszonyuk tele van feszültséggel. Natasa a lázadó korszakát éli: a családi tragédia és Nóra alvilági kálváriája érzelmileg teljesen összezavarja az egyébként is érzékeny lányt. |
| Veres Bence                         | Cservák Zoltán   | Nóra legkisebb, 14 éves kisfia. Imád videójátékokkal játszani, de megvan benne a világra való nyitottság is. Elsődleges támasza az anyja, aki azonban nem tud mindig mellette lenni. |
| Radnai Ervin                        | Hevér Gábor      | Nóra macsó bátyja, igazi rosszfiú: Ádámmal és Steve-vel közösen viszi a családi drogbizniszt. Nagypályás maffiózó szeretne lenni és önálló akcióba kezd, ezzel azonban nemcsak magát és az üzlettársait, hanem szeretteit is veszélybe sodorja. Az utolsó epizódban letartóztatják kábitószer-kereskedelem és emberölés gyanújával. |
| Radnai Mariann                      | Pálmai Anna      | Nóra harminc körüli húga. Áldozatkész, önzetlen, derűs, optimista alkat. Próbálja magát távol tartani a család alvilági ügyleteitől, és Janót, a fiatal festő férjét megóvni a bűntől. A 7. részben vállalta, hogy eltereli Liptákot, amíg Nóra találkozik Schneiderrel, de útközben talált egy csörgő telefont a kocsiban, amihez egy robbanószerkezetet ragasztottak. Kiszállt a kocsiból, és a bomba felrobbant. Lipták szemtanúja volt az esetnek. Később kiderült, hogy a bombát Steve rakta a kocsiba, de ő Nórát akarta megölni, nem Mariannt. |
| Radnai András                       | Bezerédi Zoltán  | Nóra apja; hatvan felett is igazi nőcsábász, aki egy nála harminc évvel fiatalabb nővel él együtt. A család bűnözői élete vele kezdődött, de az öreg az alvilágból már kivonult és napjai nagy részét az általa üzemeltetett kocsmában tölti. A sorozat végére kiderül, hogy ő bérelte fel Milánt Ádám megölésére, amiért Lipták Ervinnel együtt letartóztatják, „emberölés megalapozott gyanúja” miatt. |
| Anya                                | Szirtes Ági      | Nóra hatvan körüli anyja. Szókimondó, néha metszően cinikus nő, és bár Nóra apjától rég elvált, a szíve mélyén a mai napig szereti a vén szoknyapecért. Minden alkalmat megragad, hogy valami gúnyos megjegyzést tegyen volt férje harminc évvel fiatalabb barátnőjére. |
| Schneider Richárd                   | Fekete Ernő      | Schneiderben az a legijesztőbb, hogy látszólag nincs benne semmi ijesztő: kifinomult ízlésű, udvarias modorú, menő üzletember. Látszólag. Mert van egy másik, a külvilág elől elrejtett, gonosz és kegyetlen énje: ő a rettegett maffiózó, akit Ervin lenyúl… A 7. részben, amikor a korcsolyapályáról tartott hazafelé, egy parkolóházban Milán lelőtte őt és az egyik emberét. |
| Baranyai Steve                      | Molnár Levente   | A szélhámos kisgengszter Ádám és Ervin társa a drogbizniszben. Bár nem áll vérségi kapcsolatban a többiekkel, de szoros szálak kötik a családhoz. Felesége, Szandra Nóra egyik legjobb barátnője. Miután kiderül, hogy ő rakta a bombát Nóra kocsijába, ami végül Mariannal végzett. Az utolsó részben Janó bosszúból fejbe lőtte őt a temetés napján, pont akkor, amikor Lipták Andrást és Ervint is letartóztatta. |
| Szandra                             | Pelsőczy Réka    | Steve felesége, Nóra egyik legjobb barátnője. Homokba dugja a fejét, és próbál nem tudomást venni róla, hogy a férje droggal üzletel. Inkább csak élvezi az ezzel járó anyagi jólétet: galériát üzemeltet, trendi éttermekbe jár. Az utolsó epizódban elhagyja Steve-et. |
| Rusznyák                            | Szabó Győző      | Schneider rettegett verőembere. A tagbaszakadt, kigyúrt, kopasz keménycsávó gyakran előbb üt, és csak utána kérdez, és gyilkolni is képes hidegvérrel. |
| Milán                               | Rajkai Zoltán    | Nóra apjának a testőre, bizalmasa. Hallgatag, titokzatos, amolyan magányos westernhős figura. A családot olyan alázattal és hűséggel szolgálja, mint egy szamuráj a hűbérurát. A sorozat végére kiderül: ő az a motoros, aki lelőtte Ádámot, András parancsára. |
| Veres Ádám                          | Schmied Zoltán   | Nóra férje és a gyerekek apja. A feleségét őszintén szereti és a gyerekekért is odavan, de a drogkereskedelem szélsőséges élethelyzetekbe sodorja. Legnagyobb dilemmája, hogy a bűnt hogyan egyeztesse össze a békés családi élettel. Az első rész végén meglőtték, majd a második részben belső vérzés következtében elhunyt. Nóra sokáig Steve-et gyanúsította a megölésével, mivel az első részben összeverekedtek Janó és Mariann esküvőjén, miután Ervint letartóztatták, Steve pedig árulónak nevezte Ádámot, sőt azt is mondta, hogy megöli.   |
| Kerékgyártó Janó                    | Kovács Krisztián | Mariann harminc körüli férje festőművészként igazi kakukktojás a családban. Tisztában van felesége családjának kétes hátterével, de ő próbál a lehető legtávolabb maradni a drogbiznisztől. Mariann előtt nem titkolta, hogy egyszer csókolózott Natasával. Felesége halála után teljesen bekattant: tönkretette korábbi festményeit és alkoholista lett. Mariann temetésére nem ment el, mivel lelőtte Steve-et Mariann haláláért, közvetlenül utána pedig letartóztatták.                                                                           |
| Hajni                               | Parti Nóra       | Nóra másik közeli barátnője. Egyedül üzemeltet egy fodrászszalont, amiből jól megél. A múltban kavart Ervinnel, de a kapcsolatból végül nem lett semmi. |

### Mellékszereplők
- Aradi Imre – Biztonsági őr a boltban
- Bajomi Nagy György – Vélt kamionos
- Bárdi Gergely – Fiatal Ervin
- Bíró Dominika – Juli
- Csépai Eszter – Ápolónő
- Dévai Balázs – Jozsó
- Géczi Zoltán – Rab
- Gerner Csaba – Valós kamionos
- Grisnik Petra – Fanni
- Hartai Petra – Fiatal Hajni
- Héder Zsombor – Vince
- Horváth Csenge – Eladó a ruhaüzletben
- Janicsek Péter – Díler 1
- Jaskó Bálint – Díler 2
- Jéger Zsombor – Fiatal Steve
- Józsa Bettina – Fiatal Nóra
- Kocsis Mariann – Pszichológusnő
- Lipka Péter – Fegyveres
- Madarász-Jákfalvi Zora – Kislány
- Maros András – Büfés
- Molnár Judit – Tanárnő - új iskola
- Nagy Katica – Eladó a boltban
- Nagypál Gábor – Lipták Péter nyomozó
- Orgován Lajos – Vámőr
- Őze Áron – Tardos
- Pál András – Koller
- Spolarics Andrea – Igazgatónő
- Staub Viktória – Fiatal Szandra
- Szatmári Attila – Lipták embere
- Szellő István – Hírolvasó
- Szili Kartal – Gyarmati Robi
- Szűcs Alexandra – Leányanya
- Szűcs Sándor – Törzsvendég
- Tóth Sándor – Orvos
- Varga Ádám – Fiatal Ádám
- Zsédenyi Adrienn – Énekesnő

## Epizódok
| Sor. | Év. | Cím                | Rendező             | Író                           | Premier           | Nézettség |
| --- | --- | ------------------ | ------------------- | ----------------------------- | ----------------- | --------- |
| 1. | 1.  | 1. rész            | Ujj Mészáros Károly | Bodzsár Márk és Köbli Norbert | 2019. február 19. | 377 000   |
| Veres Ádám sógorával, Ervinnel és társukkal, Steve-vel drogcsempészetből él. Amikor Ervin nagyra tör és lenyúlja a rettegett maffiózó, Schneider hatalmas kokainszállítmányát, Nóra választás elé állítja férjét: vagy kiszáll a drogbizniszből, vagy a gyerekekkel elhagyja őt. |     |                    |                     |                               |                   |           |
| 2. | 2.  | 2. rész            | Ujj Mészáros Károly | Bodzsár Márk és Köbli Norbert | 2019. február 26. | 293 000   |
| Ádám életveszélyes állapotban kerül kórházba. Steve-et Schneider emberei szorongatják, Nórát pedig a rendőrség faggatja: a férje ügyében nyomozó Lipták egy pendrive-ot szeretne megtalálni. Eközben újabb tragédia történik.                                                    |     |                    |                     |                               |                   |           |
| 3. | 3.  | 3. rész            | Ujj Mészáros Károly | Bodzsár Márk és Köbli Norbert | 2019. március 5.  | 282 000   |
| Nóra szembesül Ádám, Ervin és Steve zavaros üzleteivel. A gyerekeket nagyon megviseli apjuk halála, a nagyszülők próbálják tartani bennük a lelket. Steve nyaka körül tovább szorul a hurok, Nóra pedig apja testőréhez fordul segítségért.                                      |     |                    |                     |                               |                   |           |
| 4. | 4.  | 4. rész            | Ujj Mészáros Károly | Bodzsár Márk és Köbli Norbert | 2019. március 12. | 287 000   |
| Schneider alkut ajánl Nórának. A rendőrség továbbra is a pendrive után kutat. Máté és Juli kapcsolata elmélyül, Bencét továbbra is rémálmok kísértik. Nóra és Koller nem várt helyen botlik egymásba.                                                                            |     |                    |                     |                               |                   |           |
| 5. | 5.  | 5. rész            | Ujj Mészáros Károly | Bodzsár Márk és Köbli Norbert | 2019. március 19. | 267 000   |
| Nóra beavatja az apját. Lipták minden követ megmozgat, hogy megoldja az ügyet. A kikötőben probléma adódik a szállítmánnyal. Milánnak egyre gyanúsabb Steve. Nóra nagyon összeveszik a lányával.                                                                                 |     |                    |                     |                               |                   |           |
| 6. | 6.  | 6. rész            | Ujj Mészáros Károly | Bodzsár Márk és Köbli Norbert | 2019. március 26. | 254 000   |
| Nóra kétségbeesve próbálja megtalálni Natasát. Liptáknak sikerül megtörnie a család egyik tagját. Jozsó Nóráék segítségére siet. Schneider komoly bajba kerül. |     |                    |                     |                               |                   |           |
| 7. | 7.  | 7. rész            | Ujj Mészáros Károly | Bodzsár Márk és Köbli Norbert | 2019. április 2.  | 320 000   |
| Lipták sejti, hogy Nórát zsarolják. A nő beavatja Mátét és Natasát a családi titokba. Bence felismerni véli apja gyilkosát. Schneider és Nóra kapcsolata váratlan fordulatot vesz, a család életét pedig újabb tragédia árnyékolja be.                                           |     |                    |                     |                               |                   |           |
| 8. | 8.  | 8. rész (Évadzáró) | Ujj Mészáros Károly | Bodzsár Márk és Köbli Norbert | 2019. április 9.  | 237 000   |
| Az egész család Mariannt gyászolja. Ervint kiengedik a börtönből. A férfi meglátogatja Steve-et, a találkozót egy nem várt rokon felbukkanása zavarja meg. Nóra színt vall az apjának és megtudja a család szörnyű titkát.                                                       |     |                    |                     |                               |                   |           |